# برينت بروكمان
برينت بروكمان (بالإنجليزية: Brent Brockman)‏ هو لاعب كرة قدم أمريكي، ولد في 5 مارس 1988 في Mechanicsburg, Pennsylvania ‏ في الولايات المتحدة. لعب مع F.C. New York ‏.

## وصلات خارجية
- برينت بروكمان على موقع قاعدة بيانات كرة القدم.إي يو (الإنجليزية)